# Ute (Fahrzeug)

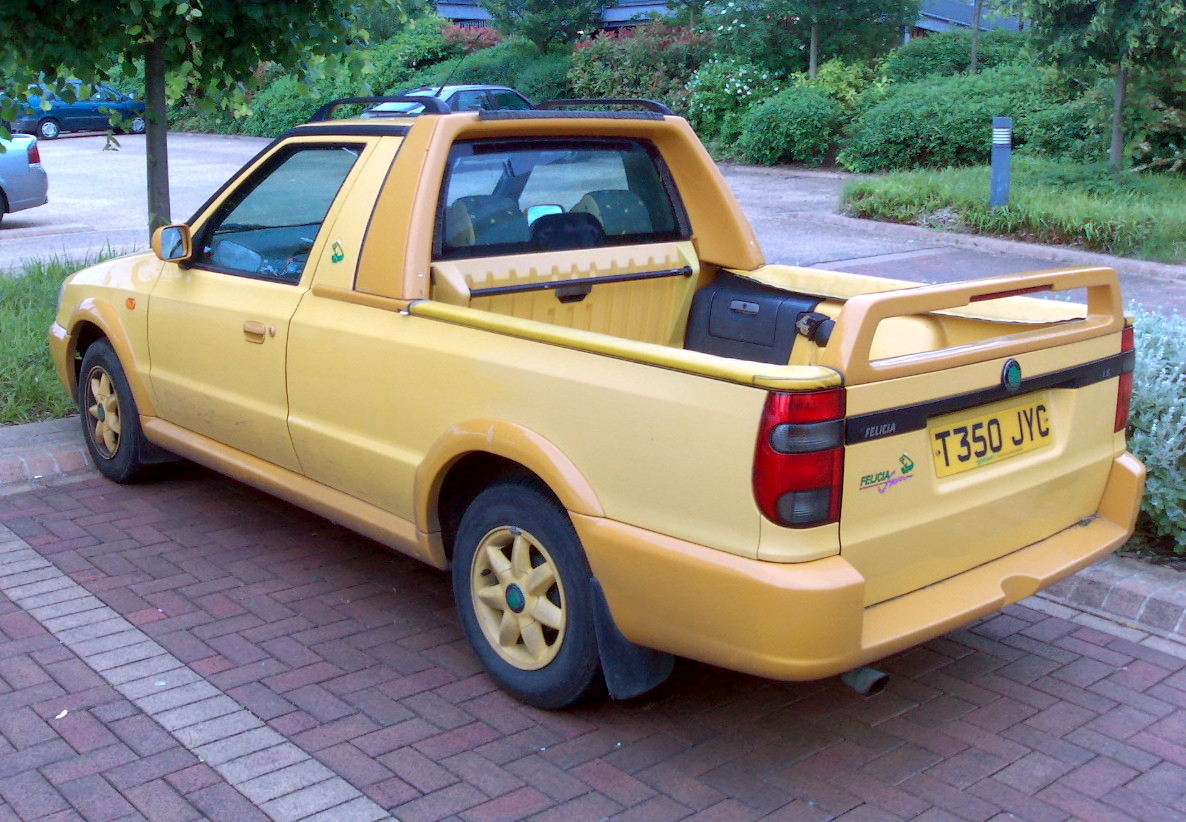
Škoda Pick-up „Fun“ (1995–2000)

Ute (kurz für englisch utility vehicle) ist der australische (und auch in Neuseeland verbreitete) Ausdruck für eine besondere Art des Pick-up.
Die Besonderheit des Ute besteht darin, dass er auf einem Pkw-Fahrgestell aufbaut und es sich somit nicht um einen Lkw, sondern um einen Pkw mit offener Ladefläche handelt.
Die Wurzeln des australischen Ute reichen in die 1920er Jahre zurück, als die ersten Roadster mit angehängter offener Ladefläche erschienen. Der erste in Serie gefertigte Ute war ab 1934 der Ford Coupé Utility. Die wichtigsten australischen Ute-Modelle basieren auf dem Toyota Hilux, dem Holden Commodore (bezeichnet als Holden Ute) und dem Ford Falcon; eingeführt wurden beide zu Beginn der 1960er Jahre.
Auch in den USA gab es derartige Pkw mit offener Ladefläche, nämlich den von 1957 bis 1979 gebauten Ford Ranchero, den Dodge Rampage und den Chevrolet El Camino, den es in den Modelljahren 1959/60 und von 1963 bis 1987 gab (von 1971 bis 1987 auch als baugleichen GMC Caballero). Dort trägt die Gattung aber den Namen Pick-up, genau wie die wesentlich größeren, auf eigener Basis aufbauenden Modelle mit Ladefläche (Ford F-Serie, Chevrolet Silverado usw.).
In Europa wurden ebenfalls solche Fahrzeuge angeboten, wenngleich diese eher die Ausnahme im Straßenverkehr sind. Vom Ford Sierra gab es den P100, der wegen der Form stark an die Utes aus Australien erinnert, von VW gab es den Caddy auf Basis des Golf I und von Škoda Modelle auf Basis des Favorit und des Felicia sowie der FSO Polonez mit dem Modell Truck.